# No Surrender (2012)
L’édition 2012 de No Surrender est une manifestation de catch professionnel télédiffusée et visible uniquement en paiement à la séance. L'événement, produit par la Total Nonstop Action Wrestling (TNA), s'est déroulé le 9 septembre 2012 à Orlando, en Floride. Les douze membres des Bound for Glory Series (AJ Styles, Gunner, Bully Ray, Beer Money, Rob Van Dam, Samoa Joe, Crimson, Scott Steiner, The Pope, Matt Morgan et Devon sont en vedette de l'affiche officielle. Ce PPV est la route pour Bound for Glory (en:Road to Bound for Glory) le plus grand ppv de l'année TNA.

## Contexte
Les spectacles de la Total Nonstop Action Wrestling en paiement à la séance sont constitués de matchs aux résultats prédéterminés par les scénaristes de la TNA. Ces rencontres sont justifiées par des storylines — une rivalité avec un catcheur, la plupart du temps — ou par des qualifications survenues dans les émissions de la TNA telles que TNA Xplosion et TNA Impact!. Tous les catcheurs possèdent un gimmick, c'est-à-dire qu'ils incarnent un personnage gentil ou méchant, qui évolue au fil des rencontres. Un pay-per-view comme Hardcore Justice est donc un événement tournant pour les différentes storylines en cours.

## Tableau des matchs
| #                                                          | Match                                                           | Stipulation                                                                | Durée |
| ---------------------------------------------------------- | --------------------------------------------------------------- | -------------------------------------------------------------------------- | ----- |
| 1                                                          | Jeff Hardy bat Samoa Joe                                        | Match simple pour se qualifier en finale des Bound for Glory Series (2012) | 12:34 |
| 2                                                          | Bully Ray bat James Storm                                       | Match simple pour se qualifier en finale des Bound for Glory Series (2012) | 13:54 |
| 3                                                          | Miss Tessmacher (c) bat Tara                                    | Match simple pour le championnat féminin des Knockouts de la TNA           | 06:55 |
| 4                                                          | Zema Ion (c) bat Sonjay Dutt                                    | Match simple pour le Championnat du monde de la X Division                 | 11:32 |
| 5                                                          | Rob Van Dam bat Magnus                                          | Match Simple                                                               | 10:07 |
| 6                                                          | Christopher Daniels et Kazarian battent AJ Styles et Kurt Angle | Match par équipe pour les Championnats du monde par équipe de la TNA       | 19:30 |
| 7                                                          | Jeff Hardy bat Bully Ray                                        | Match pour être le vainqueur des BFG Series 2012                           | 12:23 |
| (c) désigne le champion défendant son titre dans le match. |                                                                 |                                                                            |       |